# Hany Mukhtar
Hany Mukhtar (Berlijn, 21 maart 1995) is een Duits betaald voetballer die doorgaans als aanvallende middenvelder speelt. Hij verruilde in januari 2015 Hertha BSC voor SL Benfica. 
Bij Benfica speelde hij 1 officiële competitie wedstrijd waarna hij tweemaal werd verhuurd.

## Clubcarrière
Mukhtar sloot zich op vijfjarige leeftijd aan bij Hertha BSC. Op 25 september 2012 werd hij verrassend bij de selectie gehaald doordat de Israëli Ben Sahar moest afzeggen voor de wedstrijd tegen Dynamo Dresden om Jom Kipoer te vieren. Hij viel in de laatste minuut van de wedstrijd in voor Ronny. Daarmee werd hij de op een na jongste speler die debuteerde voor Hertha BSC. Op 23 mei 2015 speelde Mukhtar zijn eerste wedstrijd voor Benfica in de Primeira Liga. In augustus 2015 werd de Duitser op huurbasis bij Red Bull Salzburg gestald. De Oostenrijkse club dwong ook een optie tot koop af.

### Brøndby IF
In het seizoen Superligaen 2016/2017 werd Mukhtar nogmaals verhuurd, dit keer aan het Deense Brøndby IF. Hier ging het een stuk beter, hij speelde 29 wedstrijden en scoorde daarin zes keer.
Het seizoen erop was Brøndby IF gecharmeerd en kocht Mukhtar van Benfica voor een bedrag van €1.500,000. Hij ging bij Brøndby verder met scoren en scoorde in totaal 19 keer in 93 wedstrijden.

### Nashville SC
Na drie seizoen gespeeld te hebben in Denemarken werd Mukhtar in de winterstop van het seizoen 2019/2020 gekocht door het Amerikaanse Nashville SC voor een bedrag van €2.700,000.

## Interlandcarrière
Mukhtar kwam uit voor alle Duitse jeugdelftallen, beginnend van Duitsland –15. Hij debuteerde op 14 augustus 2013 voor Duitsland –19 in een vriendschappelijke interland tegen Hongarije. Na 34 minuten bracht hij Duitsland op voorsprong, nadat Aurél Farkas eerder het openingsdoelpunt van Niklas Stark evenaarde. In de rust werd hij gewisseld voor Marcel Hilßner. Op het Europees Kampioenschap onder 19 jaar 2014 in Hongarije maakte Mukhtar in de finale tegen Portugal het beslissende doelpunt; de eindstand was 0–1. In totaal kwam Mukhtar veertien keer in actie in het Duits elftal onder 19. Daarna stapte hij over naar Duitsland –20, waarvoor Mukhtar in september 2014 zijn debuut maakte.

## Erelijst
| Competitie             |            |            |            |            |
| Competitie             | Aantal     | Jaren      |            |            |
| Hertha BSC             | Hertha BSC | Hertha BSC | Hertha BSC | Hertha BSC |
| ---------------------- | ---------- | ---------- | ---------- | ---------- |
| Kampioen 2. Bundesliga | 1x         | 2012/13    |            |            |
| SL Benfica             |            |            |            |            |
| Kampioen Primeira Liga | 1x         | 2014/15    |            |            |
| Duitsland -19          |            |            |            |            |
| Europees Kampioen -19  | 1x         | 2014       |            |            |